# Christian Gentner
Christian Gentner (født 14. august 1985 i Nürtingen, Vesttyskland) er en tysk fodboldspiller, der spiller som midtbanespiller hos Bundesliga-klubben VfB Stuttgart. Han har spillet for klubben siden 2010, men var også tilknyttet klubben mellem 2004 og 2007. Han har desuden spillet for VfL Wolfsburg.
I sin karreire har Gentner vundet to tyske mesterskaber. Først med VfB Stuttgart i 2007, og efterfølgende med VfL Wolfsburg i 2009.

## Landshold
Gentner står (pr. juni 2010) noteret for tre kampe for Tysklands landshold, som han debuterede for den 29. maj 2009 i et opgør mod Kina. Desuden spillede han mellem 2005 og 2007 elleve kampe for landets U-20 hold.

## Titler
Bundesligaen
- 2007 med VfB Stuttgart
- 2009 med VfL Wolfsburg